# Cthulhumytologin

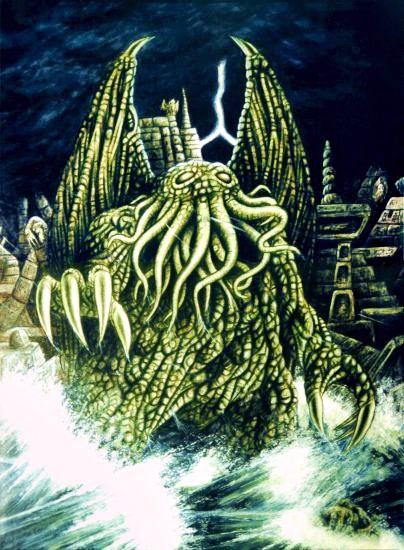
Cthulhu i den försvunna, sjunkna staden R'lyeh.

Cthulhumytologin (engelska: Cthulhu Mythos) är ett samlingsnamn för alla varelser, personer, platser, böcker och teman från en utvald del av H.P. Lovecrafts författarskap och författare inspirerade av dessa verk.
Lovecraft använde själv aldrig termen utan det var författaren och bokförläggaren August Derleth som myntade begreppet. Mytologin har använts och används fortfarande av författare till Lovecraftberättelser. Enligt Lovecraftkännaren S.T. Joshi har Cthulhumytologin vidareutvecklats från Lovecrafts grundtanke.

## Mytologin
H.P. Lovecraft skrev en gång: "Alla mina berättelser baseras på den fundamentala förutsättningen att vanliga mänskliga lagar, intressen och känslor inte har något värde eller någon betydelse i det oändliga universumet."
I mytologin är de grundläggande sanningarna om universum utomjordiska och skrämmande, och att få kunskap om dem leder till galenskap och förmodligen slutligen till självmord. Människan är en obetydlig varelse i universum och är ofta underkuvad mäktiga varelser och andra kosmiska krafter. Dessa krafter är inte nödvändigtvis onda utan likgiltiga inför mänskligheten.
Mytologin kretsar kring de stora äldre, vilka är en skräckinjagande samling gudalika varelser som leds av den fruktade Cthulhu. Cthulhu ligger i dvala i den försvunna sjunkna staden R'lyeh. En dag när stjärnorna står rätt kommer han att vakna och sprida förödelse på jorden.
Större delen av följande artikel beskriver Cthulhumytologin sådan den skildras i rollspelet Call of Cthulhu, där information har hämtats från en mängd olika författare. Den versionen skiljer sig med andra ord från den som presenteras i Lovecrafts fiktion. I Sverige är idag författaren Anders Fager den främste utforskaren av mytologin.

## Varelserna
Det finns flera olika typer av varelser och monster i Cthulhumytologin, dock är deras förhållande till varandra oklart, men klart är att vissa av dem är mäktigare än andra. Gudar är de mäktigaste, följda av de stora äldre (Great Old Ones). Båda uppvaktas av större och mindre tjänarraser (greater and lesser servitor races).

## Yttre gudar (Outer Gods), äldre gudar (Elder Gods) och andra gudar (Other Gods)
- Övre vänster: Fri artistisk framställning av yttre guden, demonsultanen Azathoth.
- Övre höger: Fri artistisk framställning av mindre yttre guden, allomfattande Yog-Sothoth.
- Övre vänster: Fri artistisk framställning av mindre yttre guden, geten med tusen avkommor Shub-Niggurath.
- Övre vänster: Artistisk framställning av mindre yttre guden, det krälande kaoset Nyarlathotep.

Universum styrs av yttre gudar eller, beroende på vilken författare man läser, äldre gudar eller andra gudar. Dessa är oftast galna, blinda och idiotiska men besitter extremt kraftfulla förmågor och vissa kan till och med komma utifrån universum. Notera att det var i rollspelet Call of Cthulhu som termen "yttre gudar" (Outer Gods) introducerades.
Dessa gudar har mycket lite att göra med människor och i de enstaka fallen används Nyarlathotep som budbärare. Alla raser och mindre gudar i mytologin erkänner och accepterar de yttre gudarna, och flera av dem dyrkar dem.
De yttre gudarna styrs av demonsultanen Azathoth som sitter på sin tron i universums mitt. Runt Azathoth dansar en grupp yttre gudar i takt med tonerna från en demonflöjt. Bland de yttre gudarna i Azathoths hov finns Tulzscha och förmodligen även Shub-Niggurath. Yog-Sothoth samregerar med Azathoth och befinner sig överallt vid alla tidpunkter i kosmos, men är ändå på något sätt utelåst från universum.
Äldre gudar beskrivs i flera verk som en annan typ av gudar som är neutrala eller fientliga mot de yttre gudarna. De har även blivit hopslagna med de yttre gudarna och då kallats "de andra gudarna".
Äldre gudar (Elder Gods)
- Bast, Kattens gudinna (Goddess of Cats)
- Hypnos, Sömnens herre (Lord of Sleep)
- Kthanid (enligt vissa källor en yttre gud)
- Nodens, Jägaren (The Hunter), Den stora avgrundens herre (Lord of the Great Abyss)
- N'tse-Kaambl (enligt vissa källor en yttre gud), vars glans haver brutit sönder världar (Whose Splendor Hath Shattered Worlds)
- Yad-Thaddag

Yttre gudar (Outer Gods)
- Abhoth, Smutsens källa (Source of Uncleanness)
- Azathoth, Demonsultanen (The Daemon Sultan)
- Daoloth, Det doldas avslöjare (The Render of the Veils)
- Ghroth, Som passerar i mörkret (Whom Passeth in Darkness)
- Hydran (The Hydra), Månen med tusen ansikten (The Thousand-Faced Moon), Mormo

Mindre yttre gudar (Lesser Outer Gods)
- Mlandoth
- Nyarlathotep, Det krälande kaoset (The Crawling Chaos)
- Shub-Niggurath, Geten med tusen avkommor (The Goat with a Thousand Young)
- Tulzscha, Den gröna lågan (The Green Flame)
- Ubbo-Sathla, Den ofödda källan (The Unbegotten Source)
- Vordavoss, Obehaget i sanden (Troubler of the Sands), Som väntar i det yttre mörkret (Whom Waiteth in the Outer Dark)
- Xiurhn, Den mörka juvelens väktare (Guardian of the Dark Jewel)
- Yibb-Tstll, Den tålmodige (The Patient One)
- Yog-Sothoth, Den helhetlige och enhetlige (the All-in-One and One-in-All)

## De stora äldre (The Great Old Ones)
- Vänster: Fri artistisk framställning av den store äldre, de dunklas fader Dagon.
- Höger: Artistisk framställning av den sovande guden Cthulhu som framträder ur en monolit i Cthulhu vaknar.

De stora äldre är inte lika övernaturliga som de yttre gudarna men är likväl gudalika och skräckinjagande för människan. Människor tenderar att hellre dyrka de stora äldre än de yttre gudarna, vilket kan bero på att de stora äldre oftare har kontakt med dem. Det finns hela sekter och kulter som tillber och dyrkar en speciell stor äldre.
De stora äldre verkar till synes vara mäktiga och kraftfulla utomjordiska varelser men är inte några riktiga gudar som de yttre gudarna. Många av de stora äldre är på något sätt fångade och bundna till en plats antingen på jorden eller på andra planeter och stjärnor i universum. Deras krafter och förmågor sträcker sig oftast bara över den planet som de befinner sig på. Det sägs att "när stjärnorna står rätt på himlen" kan de stora äldre förflytta sig från värld till värld, men när stjärnorna inte står rätt kan de inte leva. "Inte leva" behöver för dem nödvändigtvis inte betyda att de dör.
Stora äldre (Great Old Ones)
- Aphoom-Zhah, Den kalla lågan (The Cold Flame), Polcirkelns herre (Lord of the Pole)
- Arwassa, Den tysta gormaren på berget (The Silent Shouter on the Hill)
- Atlach-Nacha, Spindelguden (The Spider God)
- Baoht Z'uqqa-Mogg, Pestens anförare (The Bringer of Pestilence)
- Basatan, Krabbornas herre (Master of the Crabs)
- Bokrug, Den mäktiga vattenödlan (The Great Water Lizard), Sarnaths dom (The Doom of Sarnath)
- Bugg-Shash, Dränkaren (The Drowner), Den svarte (The Black)
- Byatis, Berkelypaddan (The Berkeley Toad), Den med ormar till skägg (The Serpent-Bearded)
- Chaugnar Faugn, Fasan från bergen (Horror from the Hills), Utfodraren (The Feeder)
- Cthugha, Den levande lågan (The Living Flame), Den brinnande (The Burning One)
- Cthulhu, Den sovande guden (The Sleeping God), R'lyehs herre (Master of R'lyeh), Kthulhut
- Cthylla, Cthulhus hemliga avkomma (Secret Seed of Cthulhu)
- Cxaxukluth
- Cyäegha, Det förgörande ögat (The Destroying Eye), Det väntande mörkret (The Waiting Dark)
- Cynothoglys, Begravningsentreprenörernas gud (The Mortician God)
- Avgrundens dväljare (Dweller in the Gulf), Eidolon av de blinda (Eidolon of the Blind)
- Eihort, Det bleka odjuret (The Pale Beast), Labyrintens gud (God of the Labyrinth)
- Fader Dagon och Moder Hydra (Father Dagon and Mother Hydra), Fader och moder åt de dunkla (Father and Mother of the Deep Ones)
- Ghadamon
- Ghatanothoa, Bemäktaren (The Usurper), Vulkanens gud (God of the Volcano)
- Ghizguth
- Glaaki, Invånaren av sjön (The Inhabitant of the Lake), Herren över döda drömmar (Lord of Dead Dreams)
- Gloon, Skämdaren av köttet (The Corrupter of Flesh), Templets herre (Master of the Temple)
- Gog-Hoor (The Gog-Hoor)
- Gol-Goroth, Svarta stenens gud (God of the Black Stone)
- Hastur, Det onämnbara (The Unspeakable), Han som inte bör nämnas (He Who is Not to be Named)
- Huitloxopetl
- Hzioulquoigmnzhah
- Idh-Yaa
- Iod, Den skinande jägaren (The Shining Hunter)
- Ithaqua, Vindvandraren (The Wind Walker), Wendigo (The Wendigo), Den kalla vita tystnadens gud (God of the Cold White Silence)
- Juk-Shabb, Yekubs gud (God of Yekub)
- Knygathin Zhaum
- Lloigor och Zhar, De motbjudande tvillingarna (The Twin Obscenities)
- M'Nagalah, Den store guden Cancer (The Great God Cancer), Det allätande (The All-Consuming)
- Mnomquah
- Mordiggian, Bårhusguden (The Charnel God), Den stora likätaren (The Great Ghoul), Zul-Bha-Sairs herre (Lord of Zul-Bha-Sair)
- Nug och Yeb, De tvenne hädelserna (The Twin Blasphemies)
- Nyoghtha, Tingesten som ej borde finnas (The Thing which Should Not Be), Jägaren i den röda avgrunden (Haunter of the Red Abyss)
- Oorn
- Othuum
- Othuyeg, Domvandraren (The Doom-Walker)
- Quachil Uttaus, Beträdaren i stoftet (Treader of the Dust)
- Q'yth-Az
- Rhan-Tegoth, Han av elfenbenstronen (He of the Ivory Throne)
- Rlim-Shaikorth, Den vita masken (The White Worm)
- Saa'itii, Hoggen (The Hogge)
- Sfatlicllp
- Shathak
- Shudde M'ell, Den stora Chthoniern (The Great Chthonian)
- Summanus
- Tharapithia
- Tsathoggua, Sovaren i N'kai (The Sleeper of N'kai), Paddguden (The Toad-God), Zhothaqqua, Sadagowah
- Masken som plågar natten (The Worm that Gnaws the Night), Shaggais dom (Doom of Shaggai)
- Vulthoom, Gsarthotegga, Sovaren i Ravermos (The Sleeper of Ravermos)
- X'chll'at-aa, De stora äldres herre (Lord of the Great Old Ones), Den ofödda guden (The Unborn God), Allt levandes fiende (Enemy of All That Live)
- Y'golonac, Besudlaren (The Defiler)
- Yhoundeh, Älggudinnan (The Elk Goddess)
- Yig, Ormarnas fader (Father of Serpents)
- Ythogtha, Tingesten i avgrunden (The Thing in the Pit)
- Zathog
- Zoth-Ommog
- Zushakon, Gammelnatt (Old Night), Zul-Che-Quon
- Zvilpoggua, Ossadagowah, Skydjävulen (The Sky-Devil)
- Zystulzhemgni, Svärmarnas matriark (Matriarch of Swarms), Zsystulzhemgni

## De stora (The Great Ones)
De stora kallas de gudar som vistas i Drömlandet (The Dreamlands). De är inte lika mäktiga som de stora äldre och inte lika intelligenta som människan. De skyddas dock av de yttre gudarna och speciellt av Nyarlathotep.
De stora (The Great Ones)
- Hagarg Ryonis, Den som ligger i väntan (The Lier-in-Wait)
- Karakal
- Lobon
- Nath-Horthath
- Oukranos
- Tamash
- Zo-Kalar

## Tjänarraser (Servitor Races)
De stora äldre och de yttre gudarna ackompanjeras ofta av speciella tjänarraser, som t.ex. Hasturs byakhee eller Nodens nattkrankar/nattspöken (nightgaunts). Dessa raser används som budbärare, lönnmördare, spioner eller hantlangare av guden eller varelsen.
Större tjänarraser (Greater Servitor Races)
- Azathoths budbärare (Messenger of Azathoth)
- Jagande fasor (Hunting Horrors)
- Mörka unga (Dark Young)
- Quumyagga, Shantak större tjänare
- Stjärnyngel av Cthulhu (Star-Spawn of Cthulhu)
- Storträd (Great Trees)
- Tjänare åt de yttre gudarna (Servitors of the Outer Gods)
- Yath-Lhi, vampyrisk större tjänarras

Mindre tjänarraser (Lesser Servitor Races)
- Abhoths barn (Children of Abhoth)
- Blupe
- Byakhee
- De dunkla (Deep Ones)
- Dhole-myrlejon (Dhole Ant-Lion)
- Eldvampyrer (Fire Vampires)
- Formlösa yngel (Formless Spawn)
- Fosforskenmonster (Phosphorescent Monsters)
- Ghadamons avkommor (Minions of Ghadamon)
- Gnorri
- Haemoforer (Haemophores)
- Halvlingar av D'haz (Halflings of D'haz)
- Nattens hord (Hord of the Night)
- Nattkrankar/Nattspöken (Nightgaunts)
- Katter
- Karakals avkommor (Minions of Karaktal)
- Kyresh
- Lengmän (Men of Leng)
- Luzherrar (Lords of Luz)
- Merfolk
- Pitch-spindlar (Pitch Spiders)
- Råttväsen (Rat-Things)
- Sanddväljare (Sand-Dwellers)
- Saturnuskatter (Cats from Saturnus)
- Sfinxens barn (Children of the Sphinx)
- Shantaker (Shantaks)
- Shoggother (Shoggoths)
- Spindelhundar (Spider Hounds)
- Tcho-Tcho (Tcho-Tchos)
- Ter-män (Ter-Men)
- Parasitmän (Tick-Men)
- Tjänare åt Glaaki (Servants of Glaaki)
- Uranuskatter (Cats from Uranus)
- Urhaggor (Urhags)
- Urlmaskar (Url Worms)
- Varelser från Ib (Beings from Ib)
- Väktare av drömmars kristalliserare (Guardians of the Crystallizers of Dreams)
- Wamper (Wamps)
- Wenelier (Wenelians)
- Yath-Lhis väktare (Yath-Lhi's Guardsmen), vampyrisk mindre tjänarras
- 'Ygirothier ('Ygirothians)
- Zooger (Zoogs)

## Oberoende raser (Independent Races)
Även andra utomjordiska raser är viktiga i mytologin. De kallas oberoende raser eftersom de inte tillhör någon yttre gud eller stor äldre. Raserna är olika kraftfulla och vissa kan till och med vara utdöda. I Lovecrafts noveller "Vansinnets berg" (1936) och "Skuggan ur tiden" (1936) beskrivs att raserna är på något sätt knutna till jorden. Novellerna berättar även om jordens "sanna" historia.
Större oberoende raser (Greater Independent Races)
- Chthonier (Chthonians)
- Dholer (Dholes)
- Flygande polyper (Flying Polyps)
- Färger bortom tid och rum (Colors Out of Space)
- Gnoph-Keh
- Larver av de andra gudarna (Larvae of the Other Gods)
- Lloigor
- Mäktiga rasen från Yith (Great Race of Yith)
- Tindalos hundar (Hounds of Tindalos)

Mindre oberoende raser (Lesser Independent Races)
- Dimensionshasare (Dimensional Shamblers)
- Gastar (Ghasts)*
- Guger (Gugs)*
- Insekter från Shaggai (Insects from Shaggai)
- Lengspindlar (Leng Spiders)*
- Likätare (Ghouls)*
- Mi-Go, Fungi från Yuggoth (The Fungi from Yuggoth)
- Månbestar (Moon-Beasts)*
- Nya mäktiga rasen (New Great Race)
- Stjärnvampyrer (Star Vampires)
- Varelser från Xiclotl (Beings from Xiclotl)
- Äldre väsenden (Elder Things)
- Ödlefolk (Serpent People)*

* = Mindre tjänarras i Drömländerna
Unika större oberoende raser (Unique Greater Independent Races)
- Väsendet som svävar i avgrunden (Thing Hanging in the Void)
- Drömväktaren (Keeper of Dreams)
- Monstret i avgrunden (Beast in the Pit)
- Nyarlathoteps halvbror (Nyarlathotep's Half-brother)
- Väktarpelaren av eld (Guardian Pillar of Flame)
- Väktarna i vildmarken (The Watchers in the Waste)

Unika mindre oberoende raser (Unique Lesser Independent Races)
- Springande varelser (Running Things)

## Böcker i mytologin
Uråldriga böcker som innehåller kunskap om Cthulhumytologiska företeelser nämns ofta i Lovecrafts berättelser. Dessa böcker berättar ofta om de stora äldres och de yttre gudarnas återkomst, men även hur man fördriver dem. Böckerna verkar påfallande ofta även vara skrivna av människor som blivit galna på grund av den kunskap om Cthulhumytologin de haft.
Lista över böcker med originaltitel först och svensk översättning av titeln inom parentes (notera att vissa av dessa är fiktiva böcker påhittade av författare inom Cthulhumytologin):
- The Book of Iod (Iods bok)
- Book of Dzyan (Dzyans bok)
- Liber Ivonis, även nämnd som The Book of Eibon eller Livre d'Eibon (Eibons bok)
- Celaeno Fragments (Celaeno-fragmenten)
- Cthaat Aquadingen, även Things of the Water (Tingestar från vattnet)
- Cultes des Goules, eller Cults of the Ghouls (Likätarsekter)
- De Vermis Mysteriis, eller Mysteries of the Worm (Maskens mysterier)
- Eltdown Shards (Eltdown-fragmenten)
- The Ford Translation of the Voynich Manuscript (Fordöversättningen av Voynichmanuskriptet)
- G'harne Fragments (G'harne-fragmenten)
- The King in Yellow (Kungen i gult)
- Massa Di Requiem per Shuggay
- Necronomicon, "An Image of the Law of the Dead" (En bild av de dödas lag)
- Kitab Al-Azif, Necronomicons arabiska originaltitel
- Pnakotic Manuscripts (Pnakotiska skrifterna eller Pnakotiska fragmenten)
- Ponape Scripture (Pohnpei-skriften)
- Revelations of Glaaki (Glaakis uppenbarelser)
- The R'lyeh Text (R'lyeh-texten)
- Saracenic Rituals (Saraceniska ritualerna)
- The Testament of Carnamagos (Carnamagos testamente)
- Unaussprechlichen Kulten, eller Unspeakable Cults (Onämnbara sekter)
- Zanthu Tablets (Zanthu-tavlorna)

## Sekter
Vissa av gudarna i mytologin tillbeds av olika sekter, mänskliga och icke-mänskliga. Nedan följer en lista över sekter som omtalas i noveller och böcker i Cthulhumytologin.
- Svarta brödraskapet (Black Brotherhood)
- Odjurets brödraskap (Brotherhood of the Beast)
- Den mörka faraons brödraskap (Brotherhood of the Black Pharaoh)
- Det gula tecknets bröder (Brothers of the Yellow Sign)
- Chesuncook häxförbund (Chesuncook Witch Coven)
- Chorazossekten (Chorazos Cult)
- Tindrande vishetens kyrka (Church of Starry Wisdom)
- Cthulhusekten (Cthulhu Cult)
- Bubastis sekt (Cult of Bubastis)
- Den blodiga tungans sekt (Cult of the Bloody Tongue)
- Dagons esoteriska ordenssällskap (Esoteric Order of Dagon)

## Platser
- Arkham, en fiktiv stad i Massachusetts
- Brichester, en stad England
- Carcosa, vid Halisjöns stränder (Lake Hali), på en planet någonstans i Hyaderna
- Celephaïs, en stad i Drömlandet
- Commoriom, Hyperboreas huvudstad
- Cykranosh, Saturnus
- Drömlandet (The Dreamlands)
- Berget Dunkelhugel, vid Freihausgarten, Tyskland
- Dunwich, en fiktiv by i Massachusetts
- Elysia, de äldre gudarnas hemland
- G'harne, en urtidsstad i Afrika
- Glyu-Uho, stjärnan Betelgeuse
- S'glhuo-golfen (The Gulf of S'glhuo)
- Hyperborea, ett försvunnet kungarike i Antarktis
- Innsmouth, en kuststad i Massachusetts
- Kadath, de storas hemvist
- Kingsport, en kuststad i Massachusetts
- Ktynga, en komet nära Arcturus
- Kythamil, en dubbelplanet
- Lemurien, en försvunnen kontinent
- Lomar, en urgammal region
- L'gy'hx, Uranus
- Miskatonic University, i Arkham, Massachusetts
- Mnar, i Drömlandet, vari Ib och Sarnath är belägna
- Mu, en sjunken kontinent
- Naat
- Den namnlösa staden (The Nameless City)
- N'kai, ligger under Yoth
- Olathoë, en stad Lomar
- Lengplatån (Plateau of Leng)
- Pnakotus, en urtidsstad i Australien
- Pnathdalen (Vale of Pnath), i undervärlden
- R'lyeh, den sjunkna ön där Cthulhu är förseglad
- Severnsänkan (The Severn Valley)
- Shaggai, en planet som kretsar runt två smaragdsolar
- Spoleto, Umbria
- Thuggon, en planet
- Thyoph, en planet
- Tsangplatån (The Plateau of Tsang)
- Ulthar, en kattinvaderad stad i Drömlandet
- Uzuldaroum, en stad Hyperborea
- Do-Hna-dalen (Valley of Do-Hna), i Xinaián
- Valusia, ödlefolkets urgamla land
- Mt. Voormithadreth, i Antarktis, vari Grottan av urtyper (Cavern of Archetypes) och Atlach-Nachas nät finns
- Xiccarph
- Xiclotl, en systerplanet Shaggai
- Xinaián, eller K'n-yan, kungadömet Tsath
- Xoth, en dubbelstjärna
- Yaanek / Yarak
- Yaddith, en planet
- Mt. Yaddith-Gho
- Yaksh, Neptunus
- Yekub, en planet i en avlägsen galax
- 'Ygiroth, i Drömlandet
- Y'ha-nthlei, en undervattenstad
- Yhe-avgrunden (Abyss of Yhe), i Muviaprovinsen
- Yian-Ho, eller Yian
- Ylidiomph, Jupiter
- Yoth, en grotta
- Yuggoth, Pluto
- Zin-valven (Vaults of Zin), i N'kai
- Zothique, en kontinent i framtiden

## Lånade inslag
Lovecraft och andra författare inom Cthulhumytologin knöt ofta ihop sina skräckberättelser med verkligheten. Därför figurerar ofta verkliga historiska, astronomiska och mytologiska inslag från vår verkliga värld i noveller och böcker inom Cthulhumytologin.
- Aldebaran, en stjärna
- Bast, kattguden från Egypten
- Dzyans bok (Book of Dzyan)
- Celaeno, en stjärna i Plejaderna
- Dagon, mesopotamisk fiskgud
- John Dee, historisk person
- Fomalhaut, en stjärna
- Hypnos, sömnguden i grekisk mytologi
- Irem, Pelarstaden (City of Pillars), en legendarisk begravd stad i islamisk mytologi (kan vara den försvunna staden Ubar)
- Nodens, Jägaren (The Hunter), en keltisk gud dyrkad i Storbritannien
- Olaus Wormius, dansk fornforskare som beskrivs ha översatt Necronomicon
- Pluto, kallad Yuggoth av Lovecraft
- Pohnpei, en ö
- Tunguska, Sibirien
- Voynichmanuskriptet (The Voynich Manuscript)
- Wendigo, lånad från indianernas mytologi